# テレビ銀婚式 すてきな夫婦
『テレビ銀婚式 すてきな夫婦』（テレビぎんこんしきすてきなふうふ）は、1965年10月2日から1967年10月7日まで日本テレビ系列の土曜夜に放送された、視聴者参加型のトークバラエティ番組である。

## 概要
一般視聴者の中から銀婚式を迎える夫婦を招き、その生活体験を紹介して人生の尊さを訴え、あわせて25年後の金婚式への門出として夫妻を励まそうとするもの。スタジオには夫婦のほか子ども、なこうど、お客も出場し、「銀婚式」を挙げる。

## 放送時間
| 期間                 | 放送時間（JST）   | 備考                               |
| -------------------- | ----------------- | ---------------------------------- |
| 1965.10.2 - 1966.4.? | 土曜22:40 - 23:15 |                                    |
| 1966.4.? - 1967.10.7 | 土曜22:35 - 23:00 | 『きょうの出来事』の枠交換で繰上げ |

## 提供
- 1965年10月から1966年9月までは救心製薬の一社提供。
- 1966年10月から1967年10月までは日本専売公社（現：日本たばこ産業）の単独提供[2]。

## 司会
| 代   | 司会者                     | 期間                  |
| ---- | -------------------------- | --------------------- |
| 初代 | 益田喜頓、木暮実千代       | 1965.10.2 - 1966.1.29 |
| 2代  | コロムビア・トップ・ライト | 1966.2.5 - 8.7        |
| 3代  | 三國一朗                   | 1966.8.13 - 1967.10.7 |